# Gian Casanova
Gian Casanova (Walenstadt, 5 marzo 2000) è uno snowboarder svizzero, specializzato in slalom parallelo e slalom gigante parallelo.

## Biografia
Attivo a livello internazionale dal novembre 2015, Casanova ha esorditi in Coppa del Mondo il 13 dicembre 2018, giungendo 5º nello slalom gigante parallelo di Carezza al Lago. In carriera ha preso parte a una rassegna olimpica e a una iridata.

## Palmarès

### Mondiali juniores
- 1 medaglia:
  - 1 bronzo (slalom parallelo a Lachtal 2020)

### Coppa del Mondo
- Miglior piazzamento nella Coppa del Mondo di parallelo: 33º nel 2023
- Miglior piazzamento nella Coppa del Mondo di slalom gigante parallelo: 29º nel 2023
- Miglior piazzamento nella Coppa del Mondo di slalom parallelo: 24º nel 2022